# Siebleben
Siebleben ist ein Ortsteil der Stadt Gotha in Thüringen.

## Geografie
Der Stadtteil liegt im Osten von Gotha. Die durch den Ort führende Hauptstraße (Salzgitterstraße, Mönchallee und Weimarer Straße) ist gleichzeitig die Bundesstraße 7 von Gotha über den nächsten östlichen Nachbarort Tüttleben nach Erfurt. Südlich von Siebleben verläuft die Bahntrasse von Gotha nach Erfurt (Thüringer Bahn) am Fuße des Großen Seebergs. Im Norden liegt die Kindleber Siedlung, ein Gothaer Ortsteil, der zu einem großen Teil aus Gewerbegebieten besteht. Der tiefste Punkt Sieblebens liegt mit 275 m ü. NN im Süden Tüttlebens, wo der Rot-Bach das Sieblebener Gemeindegebiet in Richtung Osten verlässt. Der höchste Punkt liegt mit 369 m ü. NN im Siebleber Holz zwischen Großem und Kleinem Seeberg am Rande der Gemarkungsgrenze zu Günthersleben. Die Ortsmitte mit der Kirche St. Helena liegt in 285 m Höhe ü. NN.

## Geschichte
Zu Beginn des 9. Jahrhunderts wurde Siebleben in einem Verzeichnis der von Erzbischof Lullus († 786) von Mainz für das Kloster Hersfeld von Freien verliehenen Gütern erstmals urkundlich als Sibilebo erwähnt. Im Osten des Ortes erstreckte sich in einer Niederung ein fruchtbares Feuchtgebiet (das Siebleber Ried), in dem Anfang des 18. Jahrhunderts der Siebleber Teich ausgehoben wurde.
Der Ort gehörte bereits im Jahr 1421 zum Amt Gotha, welches ab 1640 zum Herzogtum Sachsen-Gotha, ab 1672 zum Herzogtum Sachsen-Gotha-Altenburg und ab 1826 zum Herzogtum Sachsen-Coburg und Gotha gehörte. Seit 1920 lag Siebleben im Land Thüringen. 1922 wurde Siebleben nach Gotha eingemeindet. Siebleben ist auf die Einwohnerzahl bezogen (ca. 5000) der größte Vorort der Stadt Gotha und feierte 2011 das 1225-jährige Bestehen.

## Sehenswürdigkeiten

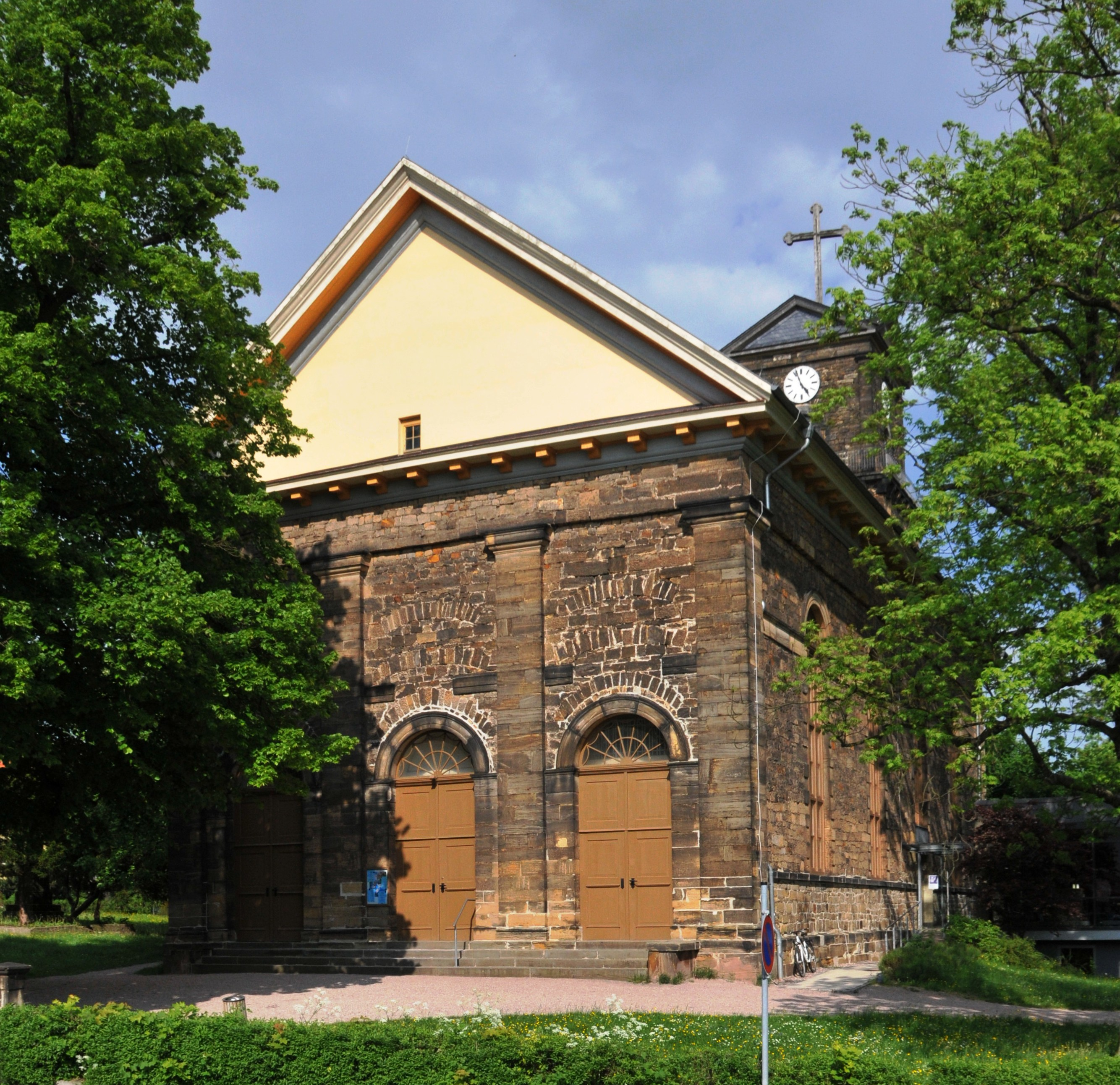
Siebleber Dorfkirche St. Helena (von 1827)

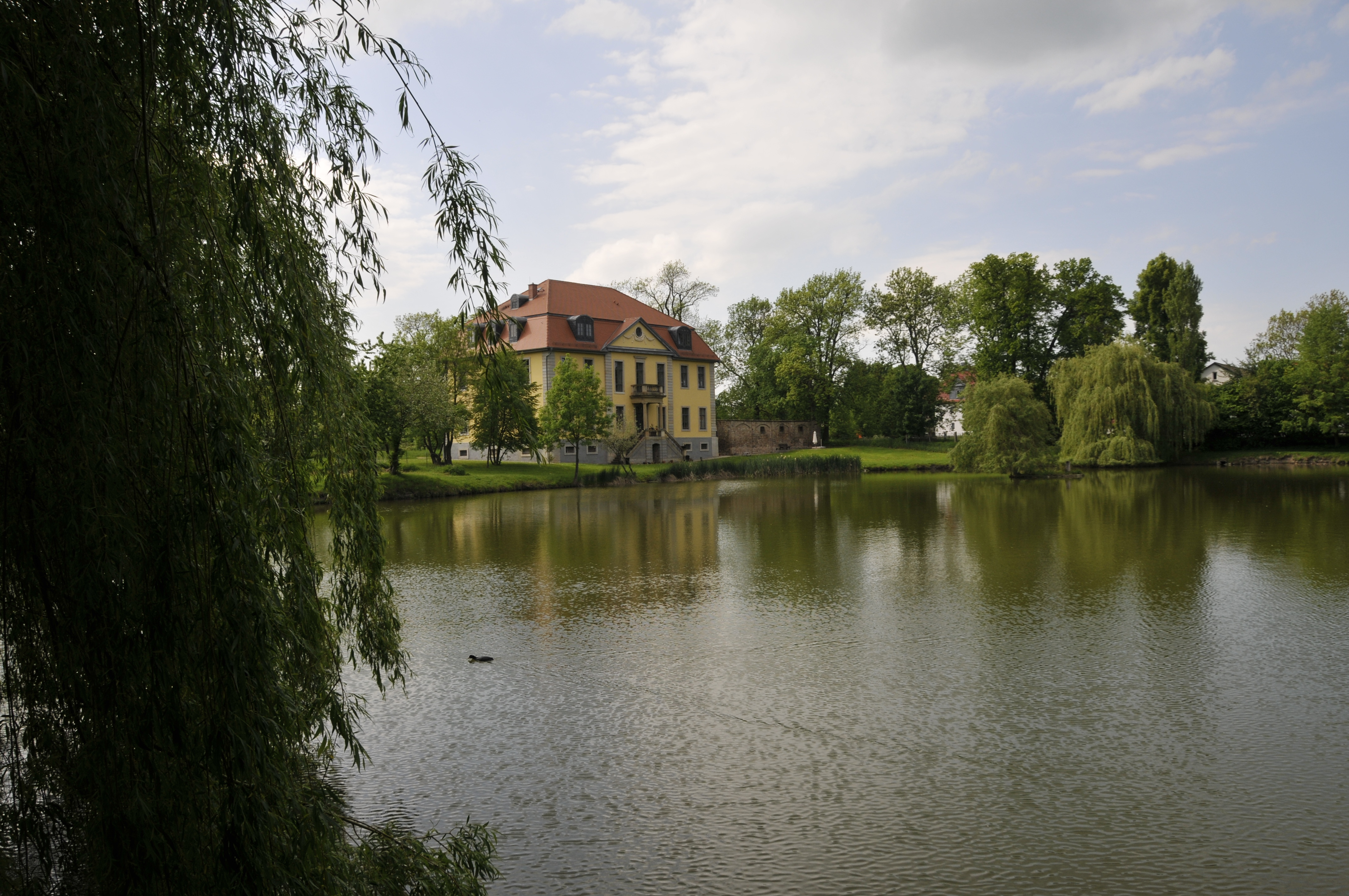
Schloss Mönchhof mit Teich

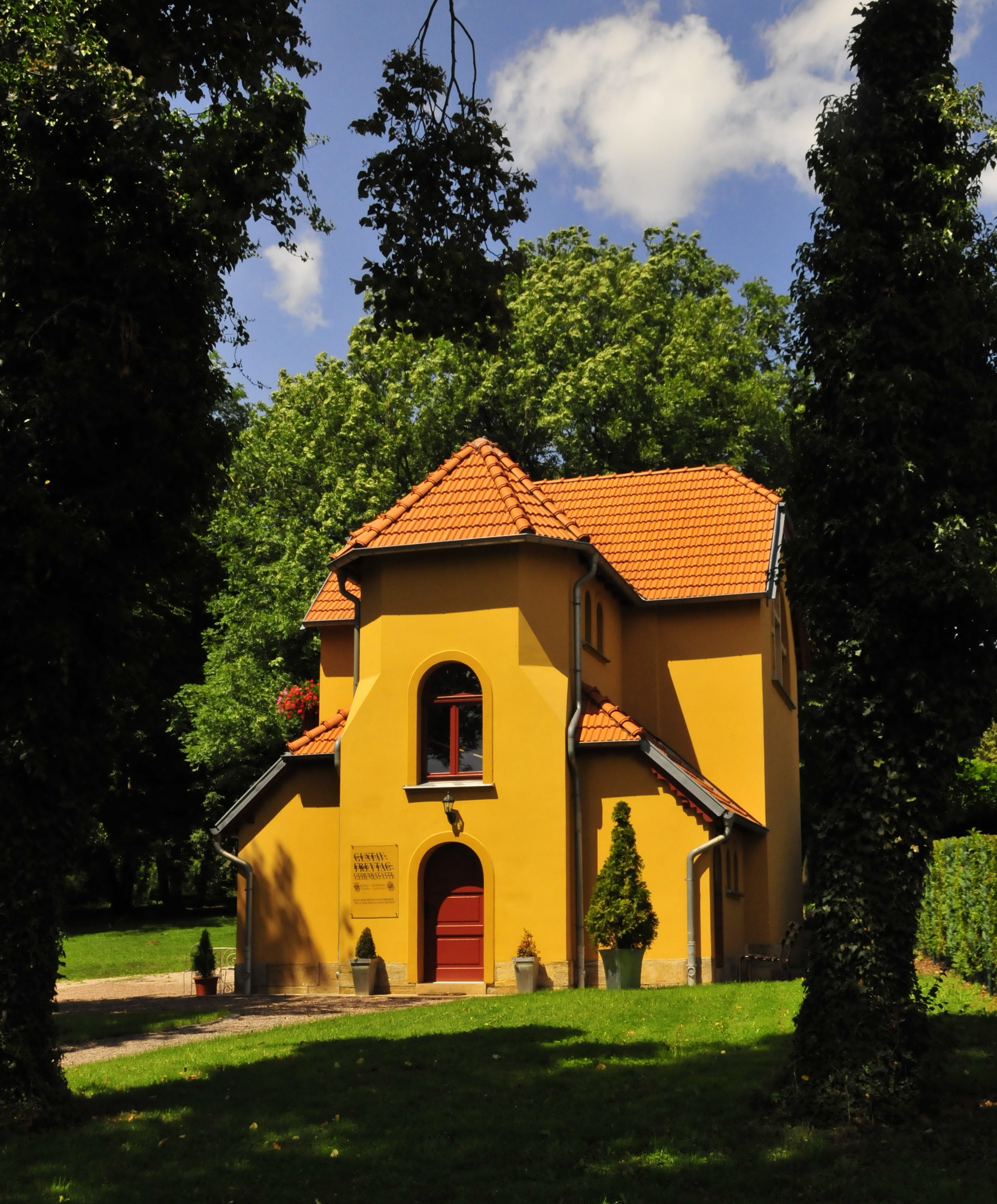
Gustav-Freytag-Gedenkstätte (ehem. Gartenpavillon)

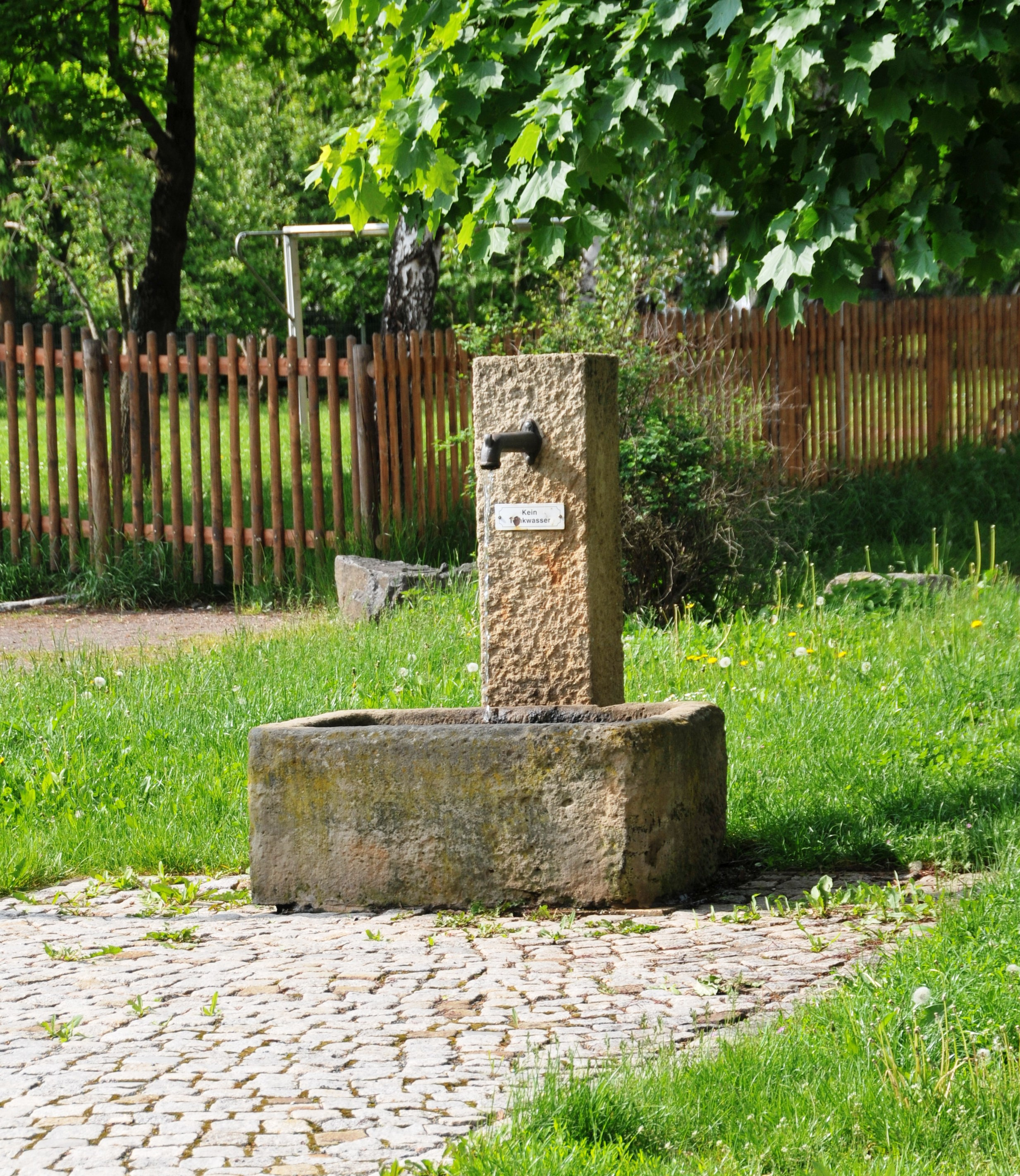
Dorfbrunnen in Siebleben. Er wurde über Jahrhunderte mit dem Wasser des Schmiedebrunnens gespeist, heute aus einer Zisterne.

### Kirche St. Helena
Die jetzige Siebleber Kirche von 1827 ist die wichtigste Sehenswürdigkeit des Ortes. Eine andere Kirche in Siebleben ist erstmals 1365 urkundlich belegt. Sie stand beim Laufbrunnen, etwa 200 m von der heutigen Kirche entfernt, hieß Marienkirche und brannte Anfang des 19. Jahrhunderts ab. 1999 erhielt die jetzige Kirche einen gläsernen Anbau, das Glashaus. Im Jahre 2000 wurde die Kirche mit dem Einbau einer neuen Heizung und Elektrik saniert.
Auf dem Friedhof wurde 1805 die Ehefrau des Schriftstellers Heinrich August Ottokar Reichard begraben.

### Schloss Mönchhof
Das Anwesen mit seinen Fischteichen soll seinen Namen von seinen ehemaligen Besitzern bekommen haben, den Mönchen des Klosters Reinhardsbrunn. Der Mönchshof diente später als landgräfliche Gerichtsstätte. Die Mönche verkauften den Mönchshof an den Gothaer Geheimen Kriegsrat Kanzler Adolph Christian Avemann (1646–1738), der ihn an seinen Schwiegersohn, den anhalt-zerbstischen Geheimen Rat Dietrich Ernst Heinrich von Linsingen, weitergab, dessen Erben zu Galettis Zeiten noch Inhaber des Mönchshofs waren. Das heutige Gebäude ist ein kleiner Schlossbau von 1729. Herzog Ernst II. (1772–1804) kaufte das Schloss für 40.000 Goldmark 1797 für seinen Sohn August (1772–1822) als Hochzeitsgeschenk und Sommerresidenz, weswegen das Grundstück zu einem Landschaftsgarten umgestaltet wurde. Im 19. Jahrhundert waren etliche illustre Personen im Schloss zu Gast, so z. B. der Landschaftsmaler Louis Gurlitt. 1918 wurde das Gebäude Staatseigentum. Von 1919 bis 1922 lebte hier Hermann Duncker, der KPD-Reichstagsabgeordnete. 1937 kam das Anwesen in den Besitz der Stadt Gotha durch eine Schenkung des früheren Herzogs Carl Eduard. In den Zeiten der DDR verfiel das Gebäude und wurde erst Anfang 2000 saniert; nur noch die Außenmauern blieben stehen.
Im Jahre 2013 kam das Anwesen in Privatbesitz und wurde, einschließlich der Außenanlagen, aufwändig restauriert. Dazu gehörte auch die Rekonstruktion der Schlossgartenmauer und die Freilegung und teilweise Rekonstruktion eines Gewölbekellers. Heute dient das Gebäude als Mehrfamilien- und Ferienhaus. Die beiden Schlossteiche und der Mönchspark sind dem Besucher offen zugänglich und werden als Naherholungsgebiet genutzt.
Unmittelbar nördlich des Gebäudes (Salzgitterstraße 90) ist eine moderne Wohnanlage im Bau. Beim Aushub für den Kellerbau stieß man auf alte Gebäudegrundmauern, deren Herkunft derzeit (2015) noch ungewiss ist.

### Weitere Sehenswürdigkeiten
- das Haus der Heimatgeschichte Gotha-Siebleben
- der Siebleber Teich im Südosten des Ortes
- Gustav-Freytag-Gedenkstätte: Sie wurde 2009 im ehemaligen Gartenpavillon, unweit des früheren Wohnhauses von Gustav-Freytag, eingerichtet. Im Wohnhaus, dem Freytag-Haus, das unter Denkmalschutz steht, schrieb der Dichter viele seiner Werke. Es stammt von 1780 und zählte Napoleon, Goethe und Thomas Mann zu seinen Besuchern. In den 1970er Jahren wurden alle noch im Wohnhaus verbliebenen Gegenstände aus Gustav Freytags Zeit nach Weimar ausgelagert. Nur ein kleiner Teil von ihnen kann jetzt im Gartenpavillon gezeigt werden. Die Stadt Gotha will, trotz erheblicher Bedenken des Heimatvereins und der Bevölkerung, das frühere Wohnhaus von Gustav Freytag verkaufen.[5]

## Vereine
- Carnevals Club Siebleben E.V.
- Förderverein für Siebleben E.V.
- Freunde der Heimatgeschichte Siebleben E.V.
- Kettensägenkunst Gotha E.V.
- Kleintierzuchtverein Gotha-Siebleben E.V.
- Marineclub Gotha E.V.
- Siedlerverein „am Peter“ E.V.
- Spielvereinigung Siebleben 06 E.V.
- STADTteilLEBEN Initiative
- Turnverein Siebleben E.V.
- Sprecherrat d. Bürgerinitiativen GG. Überhöhte Kommunalabgaben E.V.

## Persönlichkeiten
- Dietrich Ernst Heinrich von Linsingen, fürstlich anhalt-zerbstischer Oberschenk, Wirklicher Geheimer Rat und Kanzler sowie Erb-, Lehn- und Gerichtsherr auf Burgwalde im kurmainzischen Eichsfeld, hier gestorben und begraben
- Friedrich Melchior Grimm, in Siebleben begraben
- Carl Ausfeld, Jurist und Mitglied des deutschen Reichstags, 1900 in Siebleben verstorben
- Sylvius Friedrich von Frankenberg und Ludwigsdorff wohnte in Siebleben
- Gustav Freytag, Schriftsteller, wohnte vorübergehend in Siebleben; Seine Grabstätte und die von Anne Strakosch, seiner dritten und letzten Gattin, befinden sich neben der Kirche. Zu seinem Gedenken hat die Gemeinde in der Weimarer Straße 145 neben seinem ehemaligen Wohnhaus die Gustav-Freytag-Gedenkstätte errichtet.
- Louis Gurlitt (1812–1897), Maler, lebte und wirkte von 1860 bis 1874 in Siebleben
- Hjalmar Kutzleb, Schriftsteller und Pädagoge, 1885 in Siebleben geboren
- Alfred zu Löwenstein-Wertheim-Freudenberg, badischer Landtagsabgeordneter, 1855 in Siebleben geboren
- Paul Sterzing, NSDAP-Politiker, 1901 in Siebleben geboren
- Ernst Cramer (Widerstandskämpfer), (1908–1945), Widerstandskämpfer gegen das Naziregime, 1945 in Weimar von der SS ermordet
- Geschwister Weisheit: Siebleben ist der Wohnsitz der bekannten Hochseil-Artistik-Familie.